# Distinguished Service Cross (États-Unis)
Ne doit pas être confondu avec Distinguished Service Cross (Royaume-Uni) ou Army Distinguished Service Medal.
Pour les autres articles nationaux ou selon les autres juridictions, voir Distinguished Service Cross.
La Distinguished Service Cross (littéralement : « croix pour service distingué » ou « croix pour service remarquable »), couramment dénommée DSC,  est une décoration militaire des États-Unis créée le 9 juillet 1918 par une loi du Congrès.
Il s'agit de la deuxième plus haute décoration militaire de l’armée des États-Unis, devant la Silver Star, décernée à toute personne qui a servi dans les forces des États-Unis et qui s'est distinguée par un acte héroïque ne pouvant cependant justifier l'attribution de la Medal of Honor.
Environ 13 500 médailles ont été décernées à ce jour[Quand ?], dont environ 6 300 au cours de la Première Guerre mondiale et environ 5 000 au cours de la Seconde Guerre mondiale.

## Présentation
La DSC  peut être décernée à une personne ne faisant pas partie des forces armées américaines mais qui est engagée dans les rangs d'une force amie combattant un ennemi contre lequel les États-Unis sont également en guerre. 
L'acte ou les actes héroïques en question doivent avoir très clairement mis en péril la vie de l'intéressé au profit de l'intérêt général.
La DSC est décernée uniquement pour les actions au combat alors que la Distinguished Service Medal (DSM) n'a pas cette restriction.

## Apparence
L'insigne de la DSC est une croix en bronze comprenant quatre branches de longueur égale. L'avers de la croix arbore un aigle américain aux ailes déployées sur une couronne de laurier, avec l'inscription « FOR VALOR » en dessous. Au revers, le centre de la croix est entouré d’une couronne avec un espace pour graver le nom du récipiendaire.
Le ruban est bleu avec deux raies verticales blanches et rouges sur les côtés. 
La seconde attribution ainsi que les suivantes sont représentées sur le ruban par des grappes de feuilles de chêne.

## Récipiendaires
Environ 13 500 médailles ont été décernées à ce jour[Quand ?], essentiellement au cours de la Première Guerre mondiale, environ 6 300, de la Seconde Guerre mondiale, environ 5 000, de la guerre du Viêt Nam, un peu plus d'un millier et de la guerre de Corée, un peu plus de 800. Parmi les personnes décorées, on dénombre environ 440 étrangers, dont environ  280 militaires français décorés au cours des deux guerres mondiales,.
Seules deux femmes ont obtenu cette décoration lors de la Seconde Guerre mondiale, la Française Jeannette Guyot active dans la Résistance  et l'Américaine Virginia Hall, agent du service secret britannique SOE puis du service secret américain OSS, œuvrant contre l'occupant allemand en France .

## Personnalités notables décorées de la Distinguished Service Cross

### Personnalités françaises
Environ 280 personnalités françaises ont été décorées de la DSC  au cours des deux guerres mondiales, parmi lesquelles :
- Roger Barberot, colonel.
- Auguste Bonjour, général. Colonel du 3e RSAR en 1944-1945.
- René Bondoux, avocat.
- Pierre Boyer de Latour, général. Colonel des goumiers marocains en 1944-1945.
- Yves Chataigneau, diplomate. Lieutenant au 409 RI au cours de la Première Guerre mondiale.
- Léon Chappuis, général. Colonel du 7e RTA en 1944.
- Raymond Delange, général.
- André Demetz, général.
- Louis Dio, général
- Frédéric Donet, général.
- Paul Ducournau, général. Capitaine des Corps francs d'Afrique en 1944.
- Pierre Fourcaud, colonel.
- Pierre Garbay, général.
- Roger Gardet, général.
- Jean Gilles, général.
- Jeannette Guyot, résistante.
- Georges Leblanc, général. Colonel des goumiers marocains en 1944-1945.
- Pierre Lyautey, haut fonctionnaire, écrivain et journaliste.  Officier de liaison des goums marocains en 1944-1945.
- François de Linares, général. Colonel du 3e RTA en 1944.
- Mario Marret, agent de renseignement de l'OSS, qui a retourné cette distinction aux autorités américaines pendant la guerre du Vietnam en signe de protestation.
- Jean de Milleret, résistant.
- Victor Mirkin, chef de bataillon, résistant.
- Paul Morlon, militaire, compagnon de la Libération.
- Henri Navarre, général. Colonel du  3e RSM en 1945.
- Nicolas Roumiantzoff, général.
- Raoul Salan, général. Colonel du 6e régiment de tirailleurs sénégalais (6e RTS) lors de la libération de Toulon en août 1944.
- William Savy, militaire, résistant.
- Jacques Voyer, résistant.